# Сяльчальнярылькы
Сяльчальнярылькы (устар. Сяльдяй-Нярый-Кы) — река в России, протекает по территории Ямало-Ненецкого автономного округа. Устье реки находится в 155 км по левому берегу реки Большая Ширта. Длина реки составляет 119 км.

## Притоки
- 36 км: Амнанярылькы
- 66 км: Лослакакикэ
- 106 км: Кривая

## Данные водного реестра
По данным государственного водного реестра России относится к Нижнеобскому бассейновому округу, водохозяйственный участок реки — Таз, речной подбассейн реки — подбассейн отсутствует. Речной бассейн реки — Таз.
Код объекта в государственном водном реестре — 15050000112115300064690.